# داگ لی (دانشمند رایانه)
داگ اس. لی (به انگلیسی: Doug Lea) استاد علوم رایانه و (از سال ۲۰۲۵) رئیس بخش علوم رایانه در دانشگاه ایالتی نیویورک در اوسویگو  است، جایی که او در برنامه‌نویسی همزمان و طراحی ساختارهای داده همزمان تخصص دارد. او در کمیته اجرایی فرآیند جامعه جاوا (Java Community Process) عضویت داشت و ریاست JSR 166 را بر عهده گرفته بود، که ابزارهای همزمانی را به زبان برنامه‌نویسی جاوا اضافه کرد. در ۲۲ اکتبر ۲۰۱۰، داگ لی به کمیته اجرایی فرآیند جامعه جاوا اطلاع داد که برای انتخابات مجدد نامزد نخواهد شد. لی در سال ۲۰۱۲ دوباره به عنوان عضو آزاد هیئت مدیره اوپن‌جی‌دی‌کی انتخاب شد.

## انتشارات
او کتاب «برنامه‌نویسی همزمان در جاوا: اصول و الگوهای طراحی» را نوشت که یکی از اولین کتاب‌ها در این زمینه است. در سال ۲۰۰۰، ویرایش دوم آن منتشر شد. او همچنین نویسنده دی‌ال‌مالوک، یک پیاده‌سازی عمومی و پرکاربرد از مالوک است.

## جوایز
در سال ۲۰۱۰، او جایزه ارشد دال-نیگارد را از آن خود کرد.
در سال ۲۰۱۳، او به عضویت انجمن ماشین‌های حسابگر درآمد.